# To Venus and Back
To Venus and Back – dwupłytowy album amerykańskiej piosenkarki i kompozytorki Tori Amos. Pierwsza płyta, z podtytułem Venus. Orbiting, to album studyjny zawierający jedenaście nowych utworów, druga, Venus. Live. Still Orbiting, to kompilacja trzynastu koncertowych utworów nagranych w 1998 roku podczas promującej poprzedni album trasy koncertowej Plugged '98. Ukazał się 20 września 1999 w Wielkiej Brytanii, a dzień później w Stanach Zjednoczonych.
Początkowo płyta towarzysząca płycie koncertowej miała zawierać nagrania wydane wcześniej na stronach B singli dopełnione dwoma lub trzema nowymi piosenkami. Podczas nagrywania okazało się, że nowe utwory, mocno inspirowane muzyką elektroniczną, nie będą współgrać ze skromnym brzmieniem wielu spośród starszych nagrań i projekt przekształcił się w album studyjny.
Z powodu wyższej ceny (spowodowanej dwupłytowym formatem) album osiągnął zaledwie 22. miejsce na liście przebojów w Wielkiej Brytanii i 12. w Stanach Zjednoczonych, stając się pierwszym albumem Amos od 1992, który nie dostał się do pierwszej dziesiątki na brytyjskiej liście.
W roku 2000 album otrzymał dwie nominacje do Nagród Grammy, w kategorii Female Rock Vocal Performance (za "Bliss") i Best Alternative Music Album (za album).

## Lista utworów
(wszystkie piosenki autorstwa Tori Amos)

### Venus. Orbiting
1. Bliss – 3:42
2. Juarez – 3:48
3. Concertina – 3:56
4. Glory of the '80s – 4:03
5. Lust – 3:54
6. Suede – 4:58
7. Josephine – 2:30
8. Riot Poof – 3:28
9. Datura – 8:25
10. Spring Haze – 4:44
11. 1000 Oceans – 4:19

### Venus. Live. Still Orbiting
1. Precious Things – 7:37
2. Cruel – 6:47
3. Cornflake Girl – 6:31
4. Bells for Her – 5:42
5. Girl – 5:42
6. Cooling – 4:15
7. Mr. Zebra – 1:17
8. Cloud on My Tongue – 4:58
9. Sugar – 5:10
10. Little Earthquakes – 7:37
11. Space Dog – 5:46
12. Waitress – 10:24
13. Purple People – 4:11

## Single
1. Bliss – sierpień 1999
2. 1000 Oceans – wrzesień 1999
3. Glory of the 80's – listopad 1999
4. Concertina – luty 2000

## Wideografia
- Bliss – Loren Haynes, 1999, wykorzystano materiał filmowy nagrany podczas dwóch ostatnich koncertów trasy Plugged '98
- 1000 Oceans – Erick Ifergan, 1999
- Glory of the 80's – Erick Ifergan, 1999

## Twórcy
- Tori Amos – śpiew, fortepian
- Matt Chamberlain – perkusja, bębny
- Jon Evans – gitara basowa
- Steve Caton – gitary
- Andy Gray – programowanie